# Línia verda (Israel)
La Línia Verda és la demarcació que es va establir en l'armistici àrab-israelià de 1949 celebrat entre Israel i els seus oponents (Síria, Jordània, i Egipte), en finalitzar la Guerra araboisraeliana de 1948. La Línia verda separa Israel dels territoris palestins que van ser aleshores ocupats pels països àrabs, és a dir Cisjordània i la Franja de Gaza, i que serien conquerits amb posterioritat, durant la Guerra dels Sis Dies, per Israel. El seu nom es deriva del llapis verd usat per a dibuixar la línia en el mapa durant les negociacions.
Segons els acords d'armistici, la línia de demarcació que es signa en cadascun d'ells «no ha de ser considerada de cap manera com una frontera política o territorial; està marcada sense perjudici dels drets, reivindicacions i postures d'ambdues parts en el moment de la signatura de l'armistici. L'armistici no va representar l'arranjament definitiu de la qüestió palestina.»

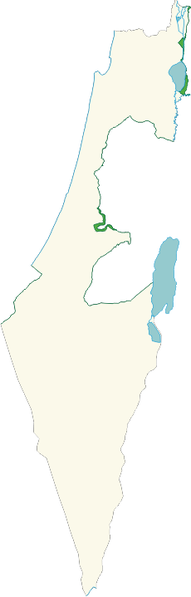
Línia Verda d'Israel de 1949 (verd fosc) i zones desmilitaritzades (verd clar).